# Теему Кейстері
Теему Кейстері (фін. Teemu Keisteri, нар. 22 серпня 1985) — фінський візуальний художник, який зараз проживає в Гельсінкі. Представник Фінляндії на Євробаченні 2024. У Фінляндії відомий завдяки створеному у 2008 році персонажу Ukkeli, який використовується для мерчендайзингу — футболок, картин, листівок, чашок і тарілок; а також завдяки артистичному псевдоніму Windows95Man, який Кейстері використовує на своїх концертах як ді-джей. Як Ukkeli, Кейстері розповідає про культурні явища, фінський спосіб життя й часто використовує самого себе як об'єкт для жартів.

## Біографія та кар'єра
Кейстері вивчав фотографію в Інституті дизайну в Лахті. Він зазначає, що під час навчання зрозумів, що є більше візуальним художником, аніж фотографом. Кейстері також відомий як відеохудожник, танцівник і ді-джей. Він також має власну художню галерею під назвою Kalleria в Калліо, Гельсінкі.
Теему Кейстері брав участь як Windows95Man разом з Генрі Піїспаненом (вокал) у національному відборі Фінляндії на Євробачення 2024 Uuden Musiikin Kilpailu з піснею «No Rules», де здобув перемогу та право представляти свою країну на конкурсі. У фіналі конкурсу зайняв 19 місце.